# Campeonato Mundial de Gimnasia Artística de 2017
El XLVII Campeonato Mundial de Gimnasia Artística se celebró en Montreal (Canadá) entre el 2 y el 8 de octubre de 2017 bajo la organización de la Federación Internacional de Gimnasia (FIG) y la Federación Canadiense de Gimnasia.
Las competiciones se realizaron en el Estadio Olímpico de la ciudad canadiense.

## Programa
| ● | Clasificación | ● | Finales |

| Octubre de 2017        | Lu 02 | Ma 03 | Mi 04 | Ju 05 | Vi 06 | Sá 07 | Do 08 |
| ---------------------- | ----- | ----- | ----- | ----- | ----- | ----- | ----- |
| Clasificación          | ●     | ●     |       |       |       |       |       |
| Concurso completo ind. |       |       |       | ●     |       |       |       |
| Suelo                  |       |       |       |       |       | ●     |       |
| Caballo con arcos      |       |       |       |       |       | ●     |       |
| Anillas                |       |       |       |       |       | ●     |       |
| Salto                  |       |       |       |       |       |       | ●     |
| Paralelas              |       |       |       |       |       |       | ●     |
| Barra fija             |       |       |       |       |       |       | ●     |

| Octubre de 2017        | Lu 02 | Ma 03 | Mi 04 | Ju 05 | Vi 06 | Sá 07 | Do 08 |
| ---------------------- | ----- | ----- | ----- | ----- | ----- | ----- | ----- |
| Clasificación          |       | ●     | ●     |       |       |       |       |
| Concurso completo ind. |       |       |       |       | ●     |       |       |
| Salto                  |       |       |       |       |       | ●     |       |
| Asimétricas            |       |       |       |       |       | ●     |       |
| Barra de equilibrio    |       |       |       |       |       |       | ●     |
| Suelo                  |       |       |       |       |       |       | ●     |

## Resultados

### Masculino
| Evento                         | Oro                                     | Plata                                   | Bronce                               |
| ------------------------------ | --------------------------------------- | --------------------------------------- | ------------------------------------ |
| Concurso completo ind. (05.10) | Xiao Ruoteng China 86,933 pts.          | Lin Chaopan China 86,448 pts.           | Kenzo Shirai Japón 86,431 pts.       |
| Suelo (07.10)                  | Kenzo Shirai Japón 15,633               | Artiom Dolgopiat Israel 14,533          | Yul Moldauer Estados Unidos 14,500   |
| Caballo con arcos (07.10)      | Max Whitlock Reino Unido 15,441         | David Beliavski · Rusia · 15,100        | Xiao Ruoteng China 15,066            |
| Anillas (07.10)                | Eleftherios Petrunias · Grecia · 15,433 | Denis Abliazin · Rusia · 15,333         | Liu Yang China 15,266                |
| Salto de potro (08.10)         | Kenzo Shirai Japón 14,900               | Ihor Radivilov · Ucrania · 14,899       | Kim Han-Sol Corea del Sur 14,766     |
| Paralelas (08.10)              | Zou Jingyuan China 15,900               | Oleh Verniayev · Ucrania · 15,833       | David Beliavski · Rusia · 15,266     |
| Barra fija (08.10)             | Tin Srbić · Croacia · 14,433            | Epke Zonderland · Países Bajos · 14,233 | Bart Deurloo · Países Bajos · 14,200 |

### Femenino
| Evento                         | Oro                                    | Plata                                 | Bronce                                 |
| ------------------------------ | -------------------------------------- | ------------------------------------- | -------------------------------------- |
| Concurso completo ind. (06.10) | Morgan Hurd Estados Unidos 55,232 pts. | Elsabeth Black · Canadá · 55,132 pts. | Yelena Yeriómina · Rusia · 54,799 pts. |
| Salto de potro (07.10)         | Mariya Paseka · Rusia · 14,850         | Jade Carey Estados Unidos 14,766      | Giulia Steingruber · Suiza · 14,466    |
| Barras asimétricas (07.10)     | Fan Yilin China 15,166                 | Elena Eremina · Rusia · 15,100        | Nina Derwael · Bélgica · 15,033        |
| Barra (08.10)                  | Pauline Schäfer · Alemania · 13,533    | Morgan Hurd Estados Unidos 13,400     | Tabea Alt · Alemania · 13,300          |
| Suelo (08.10)                  | Mai Murakami Japón 14,233              | Jade Carey Estados Unidos 14,200      | Claudia Fragapane Reino Unido 13,933   |

## Medallero
| Núm. | País           | Oro | Plata | Bronce | Total |
| ---- | -------------- | --- | ----- | ------ | ----- |
| 1    | China          | 3   | 1     | 2      | 6     |
| 2    | Japón          | 3   | 0     | 1      | 4     |
| 3    | Rusia          | 1   | 3     | 2      | 6     |
| 4    | Estados Unidos | 1   | 3     | 1      | 5     |
| 5    | Alemania       | 1   | 0     | 1      | 2     |
| 5    | Reino Unido    | 1   | 0     | 1      | 2     |
| 7    | Croacia        | 1   | 0     | 0      | 1     |
| 7    | Grecia         | 1   | 0     | 0      | 1     |
| 9    | Ucrania        | 0   | 2     | 0      | 2     |
| 10   | Países Bajos   | 0   | 1     | 1      | 2     |
| 11   | Canadá         | 0   | 1     | 0      | 1     |
| 11   | Israel         | 0   | 1     | 0      | 1     |
| 13   | Bélgica        | 0   | 0     | 1      | 1     |
| 13   | Corea del Sur  | 0   | 0     | 1      | 1     |
| 13   | Suiza          | 0   | 0     | 1      | 1     |
|      | TOTAL          | 12  | 12    | 12     | 36    |